# Platygaster inconspicua
Platygaster inconspicua är en stekelart som beskrevs av Peter Neerup Buhl 1999. Platygaster inconspicua ingår i släktet Platygaster och familjen gallmyggesteklar. Inga underarter finns listade i Catalogue of Life.